# Internationales Signalbuch
Das Internationale Signalbuch (International Code of Signals – INTERCO) dient zur Kommunikation auf See. Es definiert die Bedeutung von Buchstabenkürzeln für Sicherheits- und Navigationszwecke. Alle Schiffe, die dem SOLAS-Übereinkommen unterliegen, haben das Internationale Signalbuch mitzuführen.

## Historisches
Die älteste Sammlung von Signalen für Segelschiffflotten war das Black Book of the Admiralty zu Beginn des 14. Jahrhunderts. Das erste Signalbuch für die Handelsmarine wurde 1817 von Kapitän Frederick Marryat erstellt.
Ein Schlüssel zum Geben wurden 1855 von einem Komitee des Board of Trade entworfen und 1857 veröffentlicht. Es enthielt etwa 70.000 Signale und wurde nach und nach von den meisten seefahrenden Nationen übernommen. Deutschland übernahm das Internationale Signalbuch 1870. International Allgemeingültigkeit erlangte aber erst die Fassung von 1901 mit knapp einer halben Million Signale.
Aktuell ist die 2003 überarbeitete Fassung von 1969.

## Übertragungsarten
Die Übertragung kann je nach Situation auf unterschiedliche Weise erfolgen.
Sichtkontakt
- Signalflaggen
- Winkeralphabet

Schallsignale
- Morsealphabet

Funk
- Morsealphabet
- Funkalphabet

## Signalarten
Signale werden als Ein-, Zwei- oder Dreibuchstaben-Signale gegeben.
Mit Signalen von mehr als drei Flaggen werden z. B. Peilung, Datum, Uhrzeit, Positionen gegeben.
Üblich sind aber nur Flaggensignale von bis zu vier verschiedenen(!) Flaggen gleichzeitig.
Die Erkennungssignale der Schiffe bestehen aus vier Buchstaben. Sie sind in besonderen Listen aufgeführt.
Angekündigt wird die Verwendung des Signalbuchs durch den Antwortwimpel (AP) oder durch das Wort INTERCO über Funk.

### Ein-Buchstaben-Signale
Ein-Buchstaben-Signale sind entweder dringend oder häufig im Gebrauch, zum Beispiel:
- A Ich habe Taucher im Wasser
- B Ich lade, lösche oder befördere gefährliche Güter
- C Ja
- D Halten Sie frei von mir; ich manövriere unter Schwierigkeiten
- E Ich ändere meinen Kurs nach Steuerbord
- F Ich bin manövrierunfähig; treten Sie mit mir in Verbindung
- G Ich benötige einen Lotsen – oder bei Fischereischiffen: Ich schleppe Netze
- H Ich habe einen Lotsen an Bord
- I Ich ändere meinen Kurs nach Backbord
- J Ich habe Feuer im Schiff und gefährliche Ladung an Bord; halten Sie gut frei von mir – oder: gefährliche Ladung tritt aus
- K Ich möchte mit Ihnen in Verbindung treten
- L Bringen Sie Ihr Fahrzeug sofort zum Stehen
- M Meine Maschine ist gestoppt und ich mache keine Fahrt durchs Wasser
- N Nein
- O Mann über Bord
- P Im Hafen: Alle Mann an Bord, da Fahrzeug auslaufen will. Auf See (Fischereischiffe): mein Netz hat sich an einem Hindernis verhakt. Oder als Schallsignal: Ich benötige einen Lotsen
- Q An Bord ist alles gesund; und ich bitte um freie Verkehrerlaubnis; ich habe noch nicht einklariert
- R hat als einzelne Flagge keine Bedeutung
- S Meine Maschine geht rückwärts
- T Halten Sie frei von mir; ich bin beim Gespannfischen
- U Sie begeben sich in Gefahr
- V Ich benötige Hilfe
- W Ich benötige ärztliche Hilfe
- X Unterbrechen Sie Ihr gegenwärtiges Vorhaben (Manöver) und achten Sie auf meine Signale
- Y Ich treibe vor Anker
- Z Ich benötige einen Schlepper

### Zwei-Buchstaben-Signale
Eine Auswahl von Zwei-Buchstaben-Signalen
- AG Sie sollten Ihr Schiff so schnell wie möglich verlassen!
- AM Haben Sie einen Arzt?
- AN Ich benötige einen Arzt
- AQ Ich habe einen Verletzten, der sofort übernommen werden muss
- CB Ich benötige sofort Hilfe
- CV Ich bin nicht in der Lage Ihnen zu helfen
- DX Ich sinke
- EL Wiederholen Sie die Notposition
- FO Ich werde in Ihrer Nähe bleiben
- GN Übernehmen Sie die Menschen
- GQ Kann wegen des Wetters nicht zur Hilfe kommen.
- GV Versuchen Sie mir eine Leine zu geben
- GW Mann über Bord, unternehmen Sie etwas, um ihn aufzunehmen.
- GZ Alle Menschen gerettet
- GZ 1 Alle Menschen umgekommen
- HX Sind Sie beim Zusammenstoß beschädigt worden?
- JB Es besteht Explosionsgefahr
- JP Notabwurf von Ladung, um wieder flott zu werden
- JW Ich habe ein Leck bekommen
- NC Ich bin in Not und benötige sofortige Hilfe
- QN Kommen Sie Steuerbord längsseits
- SC Ich befinde mich in Fahrt
- SN Stoppen Sie sofort. Versenken Sie Ihr Fahrzeug nicht. Fieren Sie keine Boote zu Wasser. Benutzen Sie das Funkgerät nicht. Bei Nichtbefolgung eröffne ich das Feuer auf Sie.
- SO Bringen Sie Ihr Fahrzeug sofort zum Stehen.
- SO 1 Stoppen Sie. Bug seewärts.
- SO 2 Bleiben Sie, wo Sie sind.
- UW Gute Reise!
- YM Von wem werde ich gerufen?
- ZA 1 Ich möchte mit Ihnen auf Englisch verkehren
- ZA 3 ... auf Deutsch

### Drei-Buchstaben-Signale
- MAA Ich bitte dringend um ärztlichen Rat.
- MAJ33 Ich habe einen männlichen Patienten von 33 Jahren.
- MAK28 Ich habe einen weiblichen Patienten von 28 Jahren.
- MHV Der Patient hat schwere Zahnschmerzen
- MVQ Der Patient muss im nächsten Hafen zum Arzt